# ドラゴンガンダム
- 機動武闘伝Gガンダム > モビルファイター > ドラゴンガンダム

ドラゴンガンダムは、テレビアニメ『機動武闘伝Gガンダム』に登場する架空の兵器。
第13回ガンダムファイトで、サイ・サイシーが搭乗するネオチャイナ代表モビルファイター (MF)。大会登録番号はGF13-011NC。
漫画『超級!機動武闘伝Gガンダム』に登場するMF、ガンダムダブルドラゴンについても本項で記述する。

## 機体解説
ネオ・チャイナの格闘系モビルファイターであり、サイ・サイシーの拳法の動作を忠実にトレース可能としている。戦う場所を選ばない適応性の高い機体であり、高速無音の戦闘を可能としている。地盤や地形の悪さを利用しての戦闘も得意とし、拳法を生かしたカンフー技を駆使する。

## 主な武装
フェイロンフラッグ
棒状の白兵戦武装。合計12本（両肩合わせて8本、背部バックパックに4本）装備。
ビームの旗やサーベルを展開可能。また、棒術での攻撃の際にも使われる。
ドラゴンクロー
龍頭を模した腕部に装備されている牙状の武器。伸縮自在な構造になっており、その牙部で敵機を噛み砕くことが可能な他、火炎放射も行う。
ドラゴンファイヤー（火炎放射器）
ドラゴンクロー内に装備された火炎放射器。腕内から放射されるため、ドラゴンクローを伸ばしている間も放射し続けることが可能。宇宙空間でも問題なく使用できる。
弁髪刀
後頭部に装備されている暗器で、弁髪の先端部が超硬度のカッターとなっている。これを振り回し敵を切りつけたり、刺突することが可能。

## 主な必殺技
宝華教典・十絶陣
フェイロンフラッグで相手を囲み、ドラゴンファイヤーをフラッグで囲んだ部分に放射して強大な炎の渦で包み込む。
宝華教典・五火七令羽旗
フェイロンフラッグで相手を囲って行動不能にさせ、さらにフラッグを突き落とす技。ボルトガンダム戦で一度のみ使用。ゲーム作品での登場はない。
無影脚
跳躍から脚の影が映らないほどの速さで連続蹴りを見舞う。
真・流星胡蝶剣
今や失われたとされる、少林寺最高奥義。
「天に竹林、地に少林寺!　目にもの見せるは、最終秘伝!　真・流星胡蝶剣!」の口上と共に蝶の如き気の羽が現れ、宙を舞った後に急降下して体当たり、または蹴りを放つ。刀剣を使った技ではなく、極限まで高めた己自身を剣と化す技。
命と引き換えに放つほどの大技であるとされるが、終盤にはサイ・サイシーの成長のためか複数回使用された。
初使用時のゴッドガンダム戦では両腕はおろか弁髪刀すら破壊され、さらにバルカンとゴッドフィンガーのエネルギー弾を受けた満身創痍の状態から、決死の覚悟で繰り出し、爆熱ゴッドフィンガーを正面から打ち破っている。
コミカライズ版『超級!機動武闘伝Gガンダム』では「サイ・サイシー本人の心身を胡蝶の群れと化して一旦散らす技」と設定され、元の姿に戻れるとは限らないため恵雲たちが使用に反対するほど命懸けで放つ技となっている。
トリプルガイアクラッシャー
元はボルトガンダムの技。ボルトガンダム、ゴッドガンダムと協力して繰り出し、ドモンを先に進ませるためのトンネルを作った。
グラビトン胡蝶剣ハンマー
ゲーム『スーパーロボット大戦J』に登場。ボルトガンダムとの連携でガンダムヘブンズソードを倒した際の攻撃を再現したもの。ボルトガンダムとの合体技扱いである。
シャッフルフラッグ
コミックボンボンの漫画版で登場。フェイロンフラッグを広げ、相手に突き刺す捨て身の技。その際、柄にはクラブ・エースの紋章が浮かぶ。
シャッフル同盟拳（シャッフルどうめいけん）
シャッフル同盟5人の力を合わせた合体技。グランドマスターガンダムを消滅させた。
漫画版での名称は「爆熱石破天驚拳シャッフルアタック」。

## 劇中の活躍
第3話から登場。当初、地球降下時の手違いによって搭乗者のサイ・サイシーと離れ離れになり、盗賊に悪用されていた。ドモンとの初対戦ではフェイロンフラッグによってドモンを翻弄したが、詰めの甘さからシャイニングフィンガーを頭部に受ける。しかし直後に弁髪刀をシャイニングガンダムの首に突きつけ、引き分けに持ち込んだ。
エジプトの砂漠では復活したファラオガンダムIV世と遭遇し、執拗に狙われ続ける。1度目はコックピットにフェイロンフラッグを突き立て退けるも、2度目はDG細胞の能力の前に勝ちきれなかった。
新宿ではDG細胞に感染してデビルガンダム軍団の一員となってしまうが、旧シャッフル同盟に救い出される。
ギアナ高地での修行やボルトガンダム戦を経て、ネオホンコンの決勝リーグに参加。ネオデンマークのマーメイドガンダム戦では片腕を犠牲にして辛勝。ゴッドガンダム戦では追い詰められながらも最終秘伝「真・流星胡蝶剣」を繰り出しゴッドフィンガーを粉砕するが、左手による2撃目のゴッドフィンガーを受け惜敗した。
ランタオ島でのバトルロイヤルではボルトガンダムと協力してガンダムヘブンズソードと戦い、これを撃破した。デビルガンダムの沈静化にも貢献している。

## 製作エピソード
メカデザインの大河原邦男によれば、「一番すんなりデザインできた」とのこと。大河原は自著において、元々は両肩に龍の頭部が存在するデザインであったが、監督の要望から両腕に変更したと語っている。

## ガンダムダブルドラゴン
漫画『超級!機動武闘伝Gガンダム』に登場。型式番号はGF13-011NCII。ネオチャイナが第13回ガンダムファイト決勝大会用に新たに用意したMF。機体そのものが巨大な竜の頭像に変形し、炎の尾ならぬ「炎の胴」を曳いて飛ぶ巨龍と化して敵に喰らいつく機能を持つ。
上述の真・流星胡蝶剣も使用できるが、機体そのものが品質的に技の負荷に耐えることができなかったため、ゴッドガンダムとのファイトでは半ば自壊する形で倒されてしまった。しかしそれによってサイ・サイシーは落命を免れたほか、敗北もうやむやとなり、機体が自壊してなお戦おうとしたその勇戦ぶりによって、試合に負けても勝負には勝ったかのように圧倒的な称賛を受けた。

## リュウガンダム
漫画作品『機動武闘伝Gガンダム外伝〜翔龍伝説〜』に登場。少林寺に伝わる秘剣「流星胡蝶剣」の保管人であるホウ・セイギョウがGFを務めるMF。外観は赤いドラゴンガンダムだが、両腕部ドラゴンクローの形状は異なる。作中ではドラゴンガンダムと対決。「流星胡蝶剣」を会得したサイ・サイシーとドラゴンガンダムの前に敗北している。